# La Camila
Colonia La Camila, o simplemente conocida como La Camila, es una comuna del Departamento San Justo, Provincia de Santa Fe, Argentina.

## Ubicación
Se halla ubicada al este de la localidad de Pedro Gómez Cello, en el extremo norte del departamento San Justo, cerca del límite con el Departamento Vera.

## Población y demografía
111 habitantes (Indec, 2022)

## Historia
No se tiene  datos de su fundador. Comenzó siendo un puesto de la Estancia La Criolla. A partir del año 1928, comenzó a poblarse. Debido a esto, se toma 1928 como año probable de la fundación del lugar. La Comuna se creó el 27 de octubre de 1961.

## Santo Patrono
- 14 de Julio San Camilo de Lelis, Patrono de los enfermos y precursor de la Cruz Roja